# René Fülöp Miller
René Fülöp Miller (n. 17 februarie 1891, Caransebeș, Austro-Ungaria – d. 17 mai 1963, Hanover⁠(d), New Hampshire, SUA) a fost un scriitor și sociolog american, originar din Banat.

## Viața
Tatăl său a fost Philipp Jakob Müller, farmacist la Caransebeș. În 1908, la vârsta de 17 ani, René Fülöp Miller a început studiul chimiei la Universitatea din Viena.

## Opera
- Das amerikanische Theater und Kino. Zwei kulturgeschichtliche Abhandlungen. Amalthea-Verlag, Leipzig 1931 (împreună cu Joseph Gregor)
- The silver bacchanal. Novel. Athenaeum Publishers, New York 1960.
- Die die Welt bewegten. Antonius, Augustinus, Franziskus, Ignatius, Therese. Müller Verlag, Salzburg 1952
- Dostojewski am Roulette. Piper, München 1925 (împreună cu Friedrich Eckstein)
- Endre. Novellentrilogie. Rabenstein, Salzburg 1952.
- Fantasie und Alltag in Sowjet-Russland. Ein Augenzeugenbericht. Elefanten-Press-Verlag, Berlin 1978 (vechiul titlu era "Geist und Gesicht des Bolschewismus")
- Führer, Schwärmer und Rebellen. Die großen Wuschträume der Menschheit. Buckmann, München 1934.
- Der heilige Teufel. Die Wahrheit über Rasputin. Edition LKG, Leipzig 1994, ISBN 3-376-05011-2.
- Kampf gegen Schmerz und Tod. Kulturgeschichte der Heilkunde. Süd-Ost-Verlag, Berlin 1938 (vechiul titlu era "Kulturgeschichte der Heilkunde")
- Katzenmusik. Weidle, Bonn 1998, ISBN 3-931135-35-7.
- Lenin und Gandhi. Amalthea-Verlag, Leipzig 1927.
- Leo XIII. und unsere Zeit. Macht der Kirche, Gewalten der Welt. Verlag Rascher, Leipzig 1935
- Macht und Geheimnis der Jesuiten. Eine Kultur- und Geistesgeschichte. Fourier Verlag, Wiesbaden 1996, ISBN 3-925037-79-9.
- Die Phantasiemaschine. eine Saga der Gewinnsucht. Zsolnay, Wien 1931.
- Das russische Theater. Sein Wesen und seine Geschichte mit besonderer Berücksichtigung der Revolutionsperiode. Amalthea-Verlag, Leipzig 1928 (împreună cu Joseph Gregor)
- Sankt Franziskus, der Heilige der Liebe. Eine Botschaft des Trostes und der Zuversicht. Verlag das Goldene Vließ, Frankfurt/M. 1955
- Unter drei Zaren. Die Memoiren der Hofmarschallin Elisabeth Narischkin-Kurakin. Amalthea-Verlag, Leipzig 1930.

### Redactări
- Anna Dostoievskaia: Erinnerungen. Das Leben Dostojewskis in den Aufzeichnungen seiner Frau. Hrsg. von René Fülöp-Miller u. Friedrich Eckstein. Piper, München 1980, ISBN 3-492-02569-2.

### Scenarii de Film[4]
- The Great Moment (1944), după romanul The Triumph Over Pain (1940) de René Fülöp-Miller
- The Great Sinner (1949), scenariul, împreună cu Ladislas Fodor după romanul Jucătorul de Dostoievski.